# Tjuvberget, Bollnäs kommun
Tjuvberget är ett naturreservat i Bollnäs kommun, Gävleborgs län.
Området är 91 hektar stort och skyddat sedan 2009. Det ligger 5 km söder om Bollnäs, vid sjön Övra Herten. På berget finns ett utsiktstorn med fin utsikt. Berget har en höjd av 210 meter över havet.
Hälsingeleden passerar  igenom området.

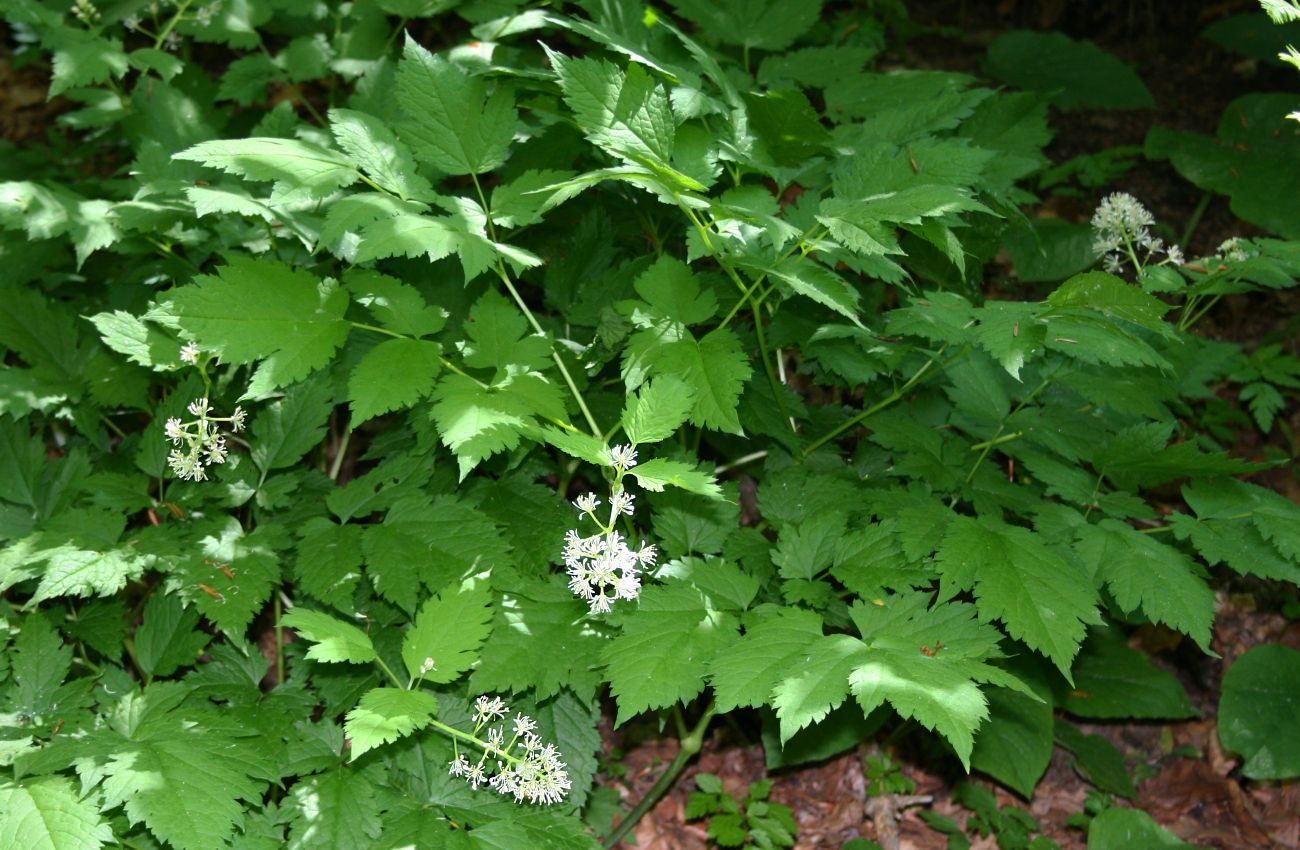
Trolldruva

Reservatet är varierat med klippstup, hällar och gamla tallar. Här finns även granskog samt björk, sälg och asp.
Inom området finns en del ovanliga växter såsom skogstry, trolldruva, springkorn, getrams och myskmåra.
På Tjuvberget finns även fornlämningar. 